# Icon (musikalbum av N.W.A)
Icon är ett samlingsalbum av den amerikanska hiphopgruppen N.W.A, släppt den 3 juni 2014 på Ruthless Records och Priority Records.

## Låtlista
- Alla låtar är producerade av Dr. Dre och DJ Yella.

| Nr           | Titel                      | Album                  | Längd |
| ------------ | -------------------------- | ---------------------- | ----- |
| 1.           | "Straight Outta Compton"   | Straight Outta Compton | 4:16  |
| 2.           | "Appetite for Destruction" | Niggaz4Life            | 3:08  |
| 3.           | "Dopeman"                  | N.W.A. and the Posse   | 6:16  |
| 4.           | "Fuck tha Police"          | Straight Outta Compton | 5:15  |
| 5.           | "Boyz-N-the-Hood"          | N.W.A. and the Posse   | 5:37  |
| 6.           | "Express Yourself"         | Straight Outta Compton | 4:23  |
| 7.           | "Alwayz into Somethin'"    | Niggaz4Life            | 4:25  |
| 8.           | "8 Ball"                   | N.W.A. and the Posse   | 4:15  |
| 9.           | "100 Miles and Runnin'"    | 100 Miles and Runnin'  | 4:29  |
| 10.          | "Gangsta Gangsta"          | Straight Outta Compton | 5:27  |
| 11.          | "Automobile"               | Niggaz4Life            | 3:16  |
| Total längd: | Total längd:               | Total längd:           | 50:47 |

### Webbkällor
- Heaney, Gregory. ”N.W.A – Icon”. AllMusic. https://www.allmusic.com/album/icon-mw0002650973. Läst 22 december 2018.
- ”N.W.A – Icon”. Discogs. https://www.discogs.com/NWA-Icon/release/10618343. Läst 22 december 2018.